# راغب علامه
سید راغِب عَلّامه (به عربی: راغب علامة؛ زاده ۷ ژوئن ۱۹۶۲) خواننده، آهنگساز و شخصیت تلویزیونی اهل لبنان است.

او در سال ۱۹۸۰ (میلادی) در سن ۱۸ سالگی با شرکت در یک برنامه تلویزیونی مشهور گشت و وارد دنیای موسیقی شد. در سال ۲۰۱۱ میلادی ویدئوی «انت یا غالی» را به همراه لیغا یوسف خواننده و مدل لبنانی - ایرانی به بازار داد. حمدالله علی السلامه از ماندگارترین آثار اوست.

## ترانه‌شناسی
| آلبوم                | سال انتشار |
| -------------------- | ---------- |
| بکره بیبرم دولابک    | ۱۹۸۵       |
| یاریت                | ۱۹۸۶       |
| الهدیة ودانا         | ۱۹۸۷       |
| أقولک إيه عيد ميلادک | ۱۹۸۷       |
| ضوی اللیل            | ۱۹۸۸       |
| ما یجوز              | ۱۹۸۹       |
| قلبی عشقها           | ۱۹۹۰       |
| یا حیاتی             | ۱۹۹۳       |
| توأم روحی            | ۱۹۹۵       |
| علمتینی              | ۱۹۹۶       |
| فرق کبیر             | ۱۹۹۶       |
| برافو علیکی          | ۱۹۹۹       |
| حبیبی یا ناسی        | ۲۰۰۰       |
| سهرونی اللیل         | ۲۰۰۱       |
| طب لیه               | ۲۰۰۳       |
| الحب الکبیر          | ۲۰۰۴       |
| بعشقک                | ۲۰۰۸       |
| سنین رایحة           | ۲۰۱۰       |
| حبیب ضحکاتی          | ۲۰۱۶       |